# Бустрофедон
Бустрофедон (от старогръцки: βουστροφηδόν „като волска оран“) е архаична форма на писане, при която посоката на писане се променя във всеки следващ ред, т.е. ако първият ред е изписан от ляво надясно, вторият е от дясно наляво, третият отново от ляво надясно и т.н. Името му е старогръцко наречие, образувано от думите βοῦς „вол“, στροφή „обръщане, завъртане“ и наставката за наречия -δον, тъй като древните гърци оприличават този вид писане на браздите, оставяни от воловете при оран.

## Приложение
Бустрофедонът се използва в редица писмености, но е най-характерен за архаичните гръцки надписи. 
Удобството на тази система е в това, че началото на всеки следващ ред се намира в непосредствена близост до края на предишния и не е необходимо четящият да „връща“ погледа си, търсейки началото на следващия ред; по този начин се предотвратява възможността при четене да се пропусне ред. 
Неудобството на бустрофедона е, че се мени не само посоката на писане, но и формите на буквите, които във всеки нов ред се изписват огледално спрямо предишния.

## Примери

### Надгробен надпис от Аполония
Изписано според съвременната практика гласи: ΜΝΗΜΑ ΤΟΔΕ ΑΣΠΑΣΙΗΣ ΕΡΓΙΝΟ – „Това е паметникът на Аспазия, [дъщеря] на Ергин“.

Във вида си на изписано по метода бусрофедон с чете от долу нагоре, като първият и третият ред са изписани от ляво надясно, а вторият – от дясно наляво. Съответно буквите, които не са огледалносиметрични, имат различни форми, съобразени с посоката на реда (напр. буквата Ε).
3. →ΕΡΓΙΝΟ
2. ←ΣΗΙΣΑΠΣΑΕΔ←
1. ΜΝΗΜΑΤΟ→

### Гортински закони
Гортинските закони също са изписани с бустрофедон